# هبوط (فلم)
هبوط هو فيلم من نوع دراما أُصدر في 2006.  الفيلم من إخراج مايكل شتاينر ‏، أما السيناريو فكان من كتابة Jürg Brändli ‏ وRené Lüchinger ‏.

## القصة
قصة الفيلم الرئيسية حول الطيران.

## طاقم التمثيل
- Peter Jecklin  [لغات أخرى]‏
- دانيال رور  [لغات أخرى]‏
- Helmut Förnbacher [الإنجليزية]‏
- ستيفاني جاب  [لغات أخرى]‏
- Michael Neuenschwander  [لغات أخرى]‏، بدور André Dosé  [لغات أخرى]‏
- Joris Gratwohl  [لغات أخرى]‏
- Pasquale Aleardi [الإنجليزية]‏
- Hans Heinz Moser [الإنجليزية]‏
- Leonardo Nigro [الإنجليزية]‏
- والتر هيس  [لغات أخرى]‏، بدور Kaspar Villiger [الإنجليزية]‏
- Hanspeter Müller-Drossaart  [لغات أخرى]‏، بدور Mario Corti (manager) [الإنجليزية]‏
- Stefan Gubser  [لغات أخرى]‏
- كاتارينا فون بوك  [لغات أخرى]‏
- Ueli Jäggi  [لغات أخرى]‏
- اولا لازلو كيش  [لغات أخرى]‏، بدور Moritz Suter  [لغات أخرى]‏
- Niklaus Scheibli  [لغات أخرى]‏
- Rainer Guldener  [لغات أخرى]‏، بدور Lukas Mühlemann [الإنجليزية]‏
- Gilles Tschudi [الإنجليزية]‏، بدور Marcel Ospel [الإنجليزية]‏

## وصلات خارجية
- مقالات تستعمل روابط فنية بلا صلة مع ويكي بيانات